# Deures feudals
Els Deures feudals van ser el conjunt d'obligacions financeres, militars i legals recíproques entre la noblesa guerrera en un sistema feudal. Aquests deures es van desenvolupar a Europa i Japó, amb la descentralització de l'imperi i a causa de la falta de liquiditat monetària, a mesura que grups de guerrers es van fer càrrec de les esferes socials, polítiques, judicials i econòmiques del territori que controlaven. Mentre que molts deures feudals es basaven en el control d'una parcel·la de terra i els seus recursos productius, àdhuc els cavallers sense terra tenien contretes obligacions feudals com el servei militar directament a la instància del seu senyor. Els Deures feudals no van ser sempre iguals en el temps o entre diferents països. I en el seu posterior desenvolupament també es van incloure funcions de deures des de i cap a la població camperola.
D'aquesta mena els deures van funcionar en tots dos sentits, tant amunt com avall de la jerarquia feudal; tanmateix, a part de la distribució de la terra, i el manteniment dels sense terra, l'obligació principal del senyor feudal era protegir els seus vassalls, tant militarment de les incursions, com judicialment a través de la justícia de la cort.
A més a més de les terres, el senyor podia concedir el que s'anomenava «immunitats», però tenien drets per portar a terme funcions governamentals com ara la recaptació d'impost s i els peatges, la realització dels processos judicials, i també l'encunyació de diners. Hi havia obligacions contingents que el senyor havia de fer, com el deure de recuperar un feu que va ser rebutjat per un hereu. De vegades, especialment als regnes francs, un senyor atorgava un feu a un conjunt d'homes en lloc d'a un sol vassall. Aquestes concessions van ser anomenades ban, i van incloure una àmplia autonomia governamental, o immunitats.
Els deures contrets per un vassall envers seu senyor es poden classificar en quatre tipus: militar (auxilium), deures de la cort (consilium), impostos especials (ajuts) i incidents. Els deures militars inclouen el servei personal, provisió de tropes (recaptació d'impostos), i més tard scutagium en lloc del servei, aquests deures també incloïen el treball en fortificacions, camins i ponts, per tant els trinoda necessitas. Els deures de la cort abastaven tot, des de la seguretat (ésser un guardià) a través de la prestació d'assessorament o consell, proporcionant escuders i també en alguns casos, proporcionant de facto ostatges. Els ajuts, sovint nomenats ajuts feudals, eren els diners a causa d'uns certs esdeveniments, com contribuir al rescat del senyor, o als esdeveniments de desfilades de la cort com en els matrimonis reials. Els incidents van incloure coses com ara un negociat de retrocés al senyor després d'ésser concedit un feu (cortesament nomenat rebut), el deure d'alimentar i allotjar el senyor i el seu seguici quan visités la seva casa, permetent que al senyor caçar o pescar a la seva terra i estar subjectes als drets senyorials residuals de tutela sobre l'herència les minories, i la confiscació després d'una fallida d'hereus o incompliment de les seves obligacions feudals.
A Europa, les terres de l'església també tenien deures feudals. Mentre que alguns eclesiàstics proporcionen el servei militar directe, la majoria dels substituts contractats, van pagar amb el scutagium, o més tard van convertir el deure amb un d'oració.